# Tengellidae
Tengellidae là một phân loại họ nhện trước đây, nay đã được nhập vào họ Zoropsidae.

## Các chi
Các chi trước đây từng thuộc họ Tengellidae, nay được nhập vào họ Zoropsidae:
- Anachemmis Chamberlin, 1919
- Austrotengella Raven, 2012
- Ciniflella Mello-Leitão, 1921
- Lauricius Simon, 1888
- Liocranoides Keyserling, 1881
- Socalchemmis Platnick & Ubick, 2001
- Tengella Dahl, 1901
- Titiotus Simon, 1897
- Wiltona Koçak & Kemal, 2008